# اولتشیبورگ
اولتشیبورگ (به لاتین: Oltschiburg) یک کوه در سوئیس است که در کانتون برن واقع شده‌است. اولتشیبورگ ۲٬۲۳۴ متر بالاتر از سطح دریا واقع شده‌است.